# اسکس (حوزه سرشماری)، ماساچوست
اسکس (به انگلیسی: Essex) یک منطقهٔ مسکونی در ایالات متحده آمریکا است که در شهرستان اسکس، ماساچوست واقع شده‌است. اسکس ۵٫۸ کیلومتر مربع مساحت و ۱٬۴۷۱ نفر جمعیت دارد و ۷ متر بالاتر از سطح دریا واقع شده‌است.